# チューク諸島
チューク諸島（チュークしょとう、Chuuk Lagoon）は、西太平洋、カロリン諸島内に位置する島々。周囲200キロメートルに及ぶ世界最大級の堡礁・チューク環礁（チュークかんしょう、Chuuk Atoll）と、その中に位置する複数の火山島群からなり、248もの島々が存在する。かつてはトラック諸島（Truk Islands、都洛）またはトラック島と呼ばれていた。
現在はミクロネシア連邦のチューク州に属し、州都・ウェノなど州の主な機能が集まっている。

## 歴史

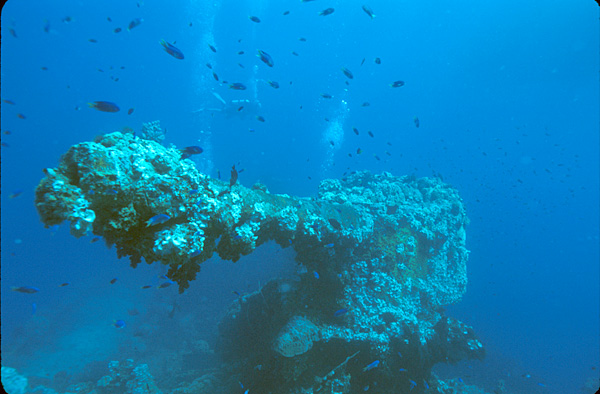
トラック島空襲で沈んだ富士川丸。今ではダイビングスポットとして知られる。

チューク環礁に人類が辿り着いたのは西暦の紀元前だと考えられている。具体的なルーツははっきり解っていないが、現在のところ最も有力な説は、ソロモン諸島やビスマルク諸島方面からアウトリガー・カヌーに乗って北上してきた航海者たちがこの島々に住み着いたというものである。
その後スペインの植民地となり、次いでドイツ帝国の植民地を経て、第一次世界大戦終結後の国際連盟決議にて大日本帝国の委任統治領となり、1922年に南洋庁の支庁が置かれた。
武装化は禁止されていたが、1933年の大日本帝国の国際連盟脱退、1936年のワシントン海軍軍縮条約失効などにより、加速度的に基地の整備が推進され戦略上の要衝となり、戦時中には大日本帝国海軍連合艦隊が進出し、泊地として利用され、1945年8月の第二次世界大戦の敗戦まで統治を継続した。
1945年（昭和20年）9月2日、島の第31軍司令官、麦倉俊三郎中将が降伏文書に調印。同年11月11日から翌1946年（昭和21年）2月13日までに陸軍14173人、海軍24524人が浦賀港へ復員した。
その後はアメリカによる占領、国連信託統治を経て、1986年のミクロネシア連邦独立に至る。

## 政治

旗

ミクロネシア連邦の一州を為しているが、同時に古代からの首長制も残存している。首長は現在でも強力な権威を持っており、無視しえない存在である。トル島（水曜島）出身で、日本プロ野球の毎日オリオンズ（現：千葉ロッテマリーンズ）に所属した元投手の相沢進（1930年 - 2006年）が首長会議の議長を務めていたこともある。こうした経緯からミクロネシア連邦からの独立を求める声もあり、独立を問う住民投票を実施する計画が発表されたこともあるが実施は延期を繰り返しており、2022年現在はミクロネシアからの独立に必要な法案や投票を実施するための組織や仕組みなどの準備が整っておらず、独立が実現する見通しは立っていない。
2006年時点での首長は36人。

## 文化
主要な言語はチューク語である。チューク環礁の離島として扱われるプルワット環礁やプンナップ島には現在も伝統的な航海術（スター・ナヴィゲーション）を伝える航法師たちが存在している。

## 交通

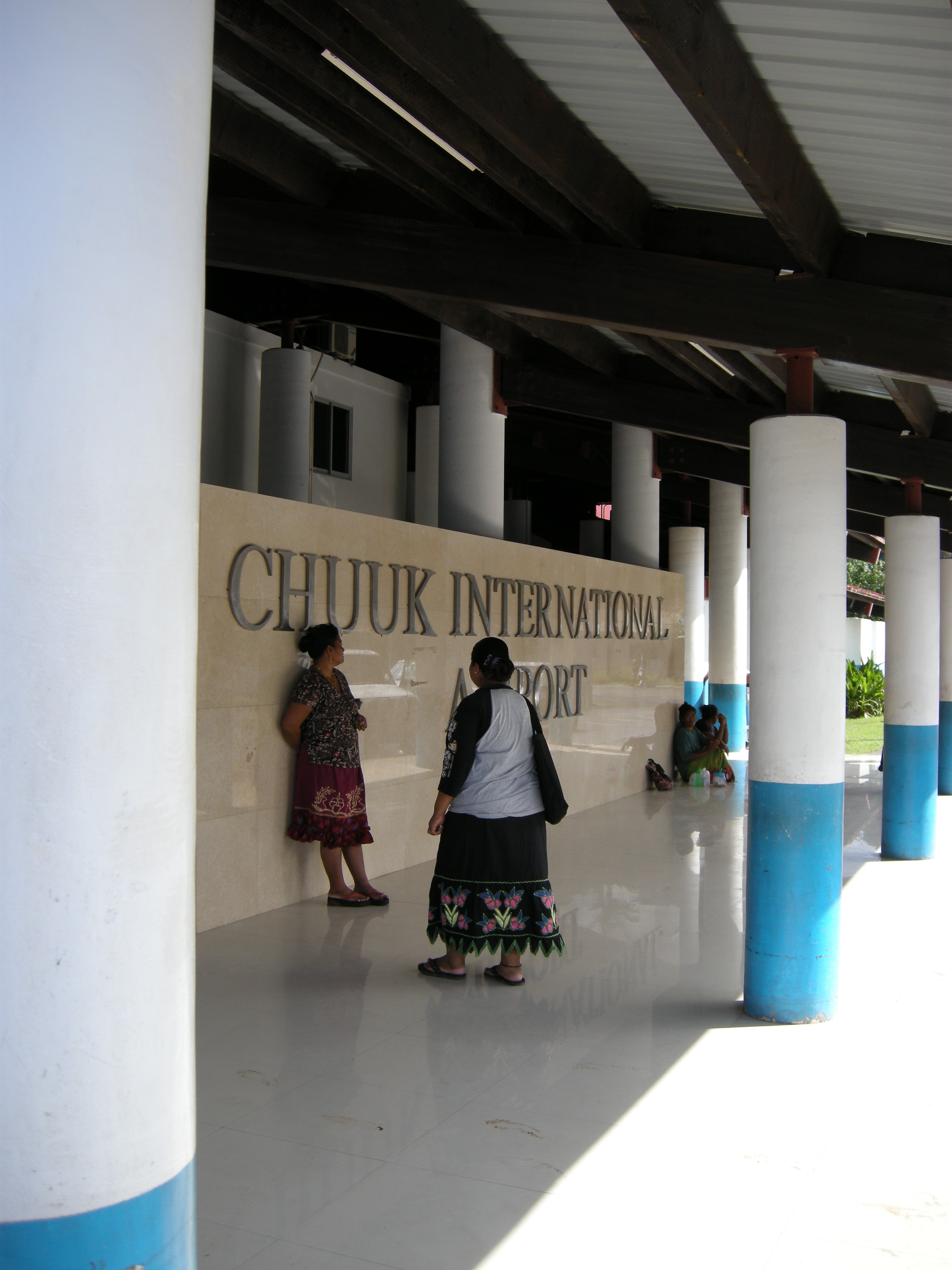
チューク国際空港

- チューク国際空港 - グアムとの間に定期航空便がある。
- 成田国際空港からニューギニア航空によりチューク国際空港 を経由してポートモレスビーを結ぶ定期航空便が2018年9月1日より2018年10月6日まで就航した。

2018年10月13日より2019年3月30日まで成田国際空港からポートモレスビー・ジャクソン国際空港直行便に変更となった。
水曜便運休による期間限定処置ではあるが、その後の再開は未定である。

## 日本との関わり
日本船の南洋貿易をきっかけに、トラック島のサンミ王子が1893年（明治26年）に訪日している。
1938年（昭和13年）当時の人口はトラック支庁内だけで1万7555人を数えており、とくにかつてドイツ帝国の駐在地であり、学校や病院が整備された夏島は1706人の日本人と1263人の現地民が住んでいた。
アメリカの植民地、フィリピンと太平洋艦隊母港の真珠湾を結ぶライン上に位置するという地理的重要性と、太平洋の荒波から環礁によって隔離された広大な内海という泊地能力の高さから“日本の真珠湾”ないし“太平洋のジブラルタル”とも呼ばれ、日本海軍の一大拠点が建設された。この大環礁を基地化したことで、海軍は予想艦隊決戦海域を小笠原沖からマリアナ沖へと前進させるなど、基本戦略に大きな影響を受けた。

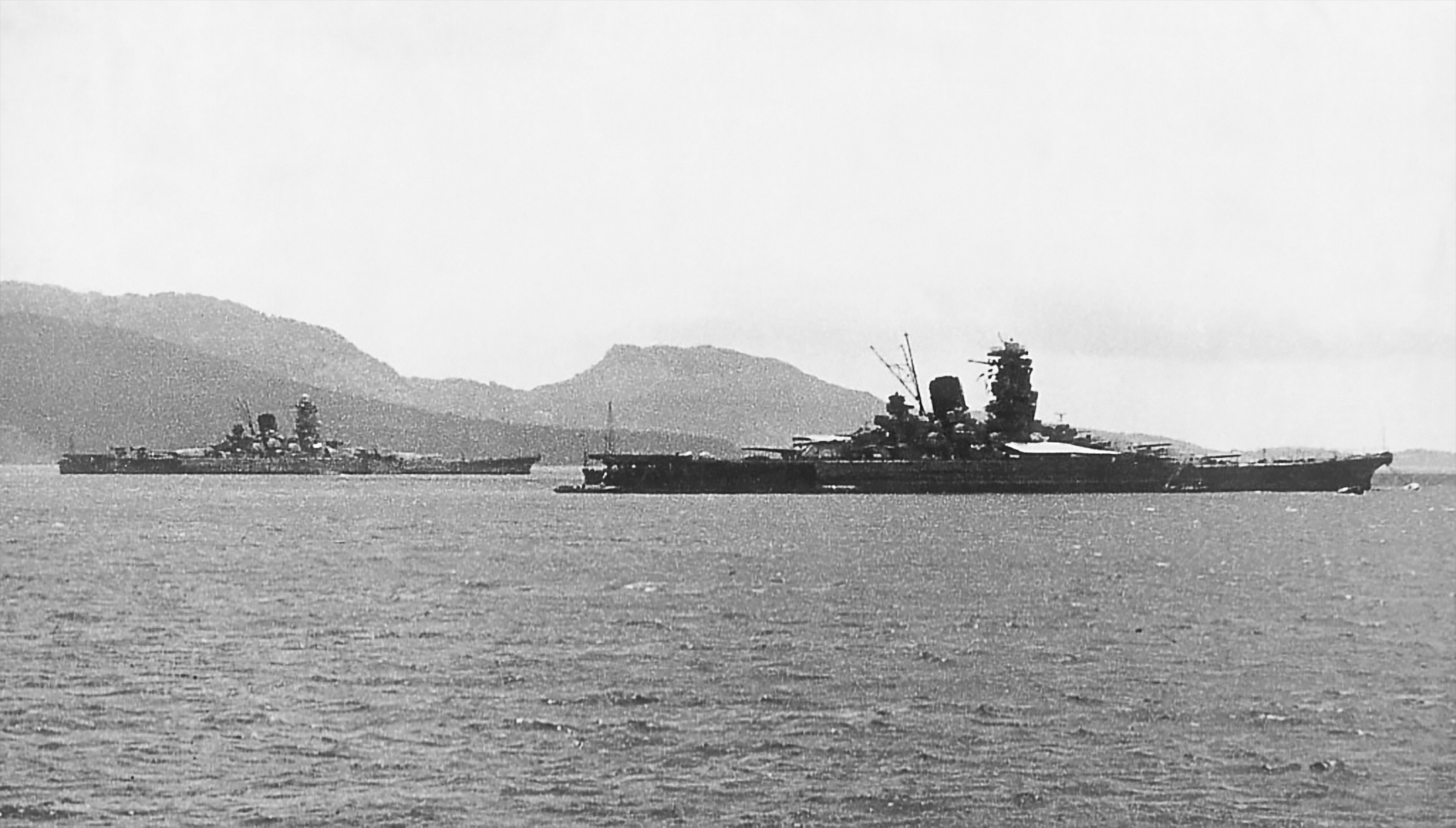
トラック島に停泊する大和と武蔵（1943年）

1941年（昭和16年）に入ると武装化に拍車がかかり、竹島飛行場は陸上攻撃機の離着陸が可能なように拡大整備され、夏島には水上機基地が設けられた。それらの工事には、日本国内から送られた囚人たちが動員された。島々の各所には要塞砲が設置され、3万トンの重油保管タンク、4000トンの航空燃料保管タンクの設置も進められた。「小松」や「南国寮」などといった有名な海軍料亭の支店もあり、将校の接待や会談にも使用された。
環礁内は航空母艦が全速航行しながら艦上機を発艦させられるほどの広さがあり、散在する島々には日本語の名前が付けられていた。

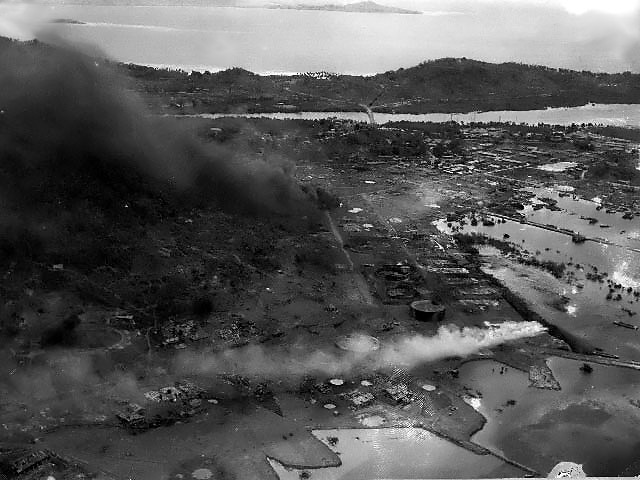
トラック島空襲（1944年）

太平洋戦争中は、連合艦隊主力が進出、優れた泊地能力を活かし、根拠地として能力を遺憾なく発揮。また、ラバウル航空基地を始めとする南方基地への中継地として航空移動の中心的役割も果たしていたが、大型船が着岸できる岸壁などはなく、ドックなどの船舶修理設備もなかったため（一時的に浮きドックが配置された時期はあった）損傷艦艇の修繕は応急処置にとどまり、本格的な修理は本国（内地）への回航が必要であった。
ソロモン諸島の戦いの頃は燃料補給不足や船舶不足により、タンカー調達もままならず3万トンの重油保管タンクは既に空の状態であり、大型艦の訓練にも支障をきたした。
マーシャル諸島がアメリカ軍に占領された後は、アメリカ軍の大規模な空襲の恐れが高まった為、主力艦はペリリュー島（現在のパラオ共和国）に退避した。1944年（昭和19年）2月17日・18日にアメリカ軍の機動部隊の大規模な空襲を受け（トラック島空襲）、実質的に軍事基地としての機能は失われた。また退避が遅れた徴用商船や特務艦艇などの支援艦船（平安丸等）などは、座礁しながら奇跡的に脱出に成功した宗谷など一部を除きほとんどの船が撃沈されている。
飛び石作戦を取っていたアメリカ軍は上陸せず、終戦まで日本の支配下にあった。ただしマリアナ諸島陥落後は補給を断たれ、駐留部隊は自給自足を強いられた。
現在でも各地に日本軍基地の跡が残り、空襲で沈んだ艦船はダイビングスポットになっている。約40隻ある沈没艦船の腐食が進み、燃料油の漏出による海洋汚染が懸念されているため、日本政府は船体の補強や油の回収といった対策を計画している。

## 島名・水道名

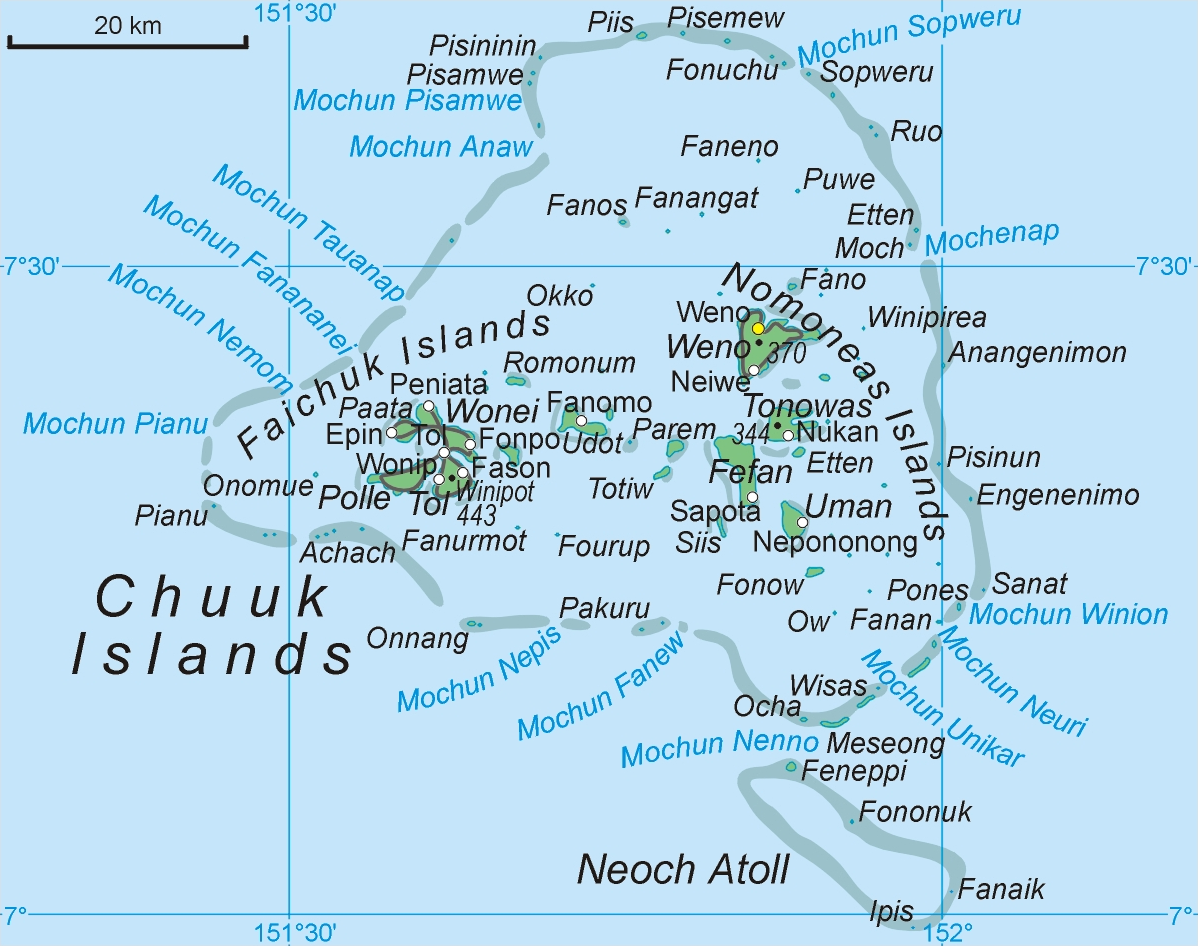
チューク諸島の地図

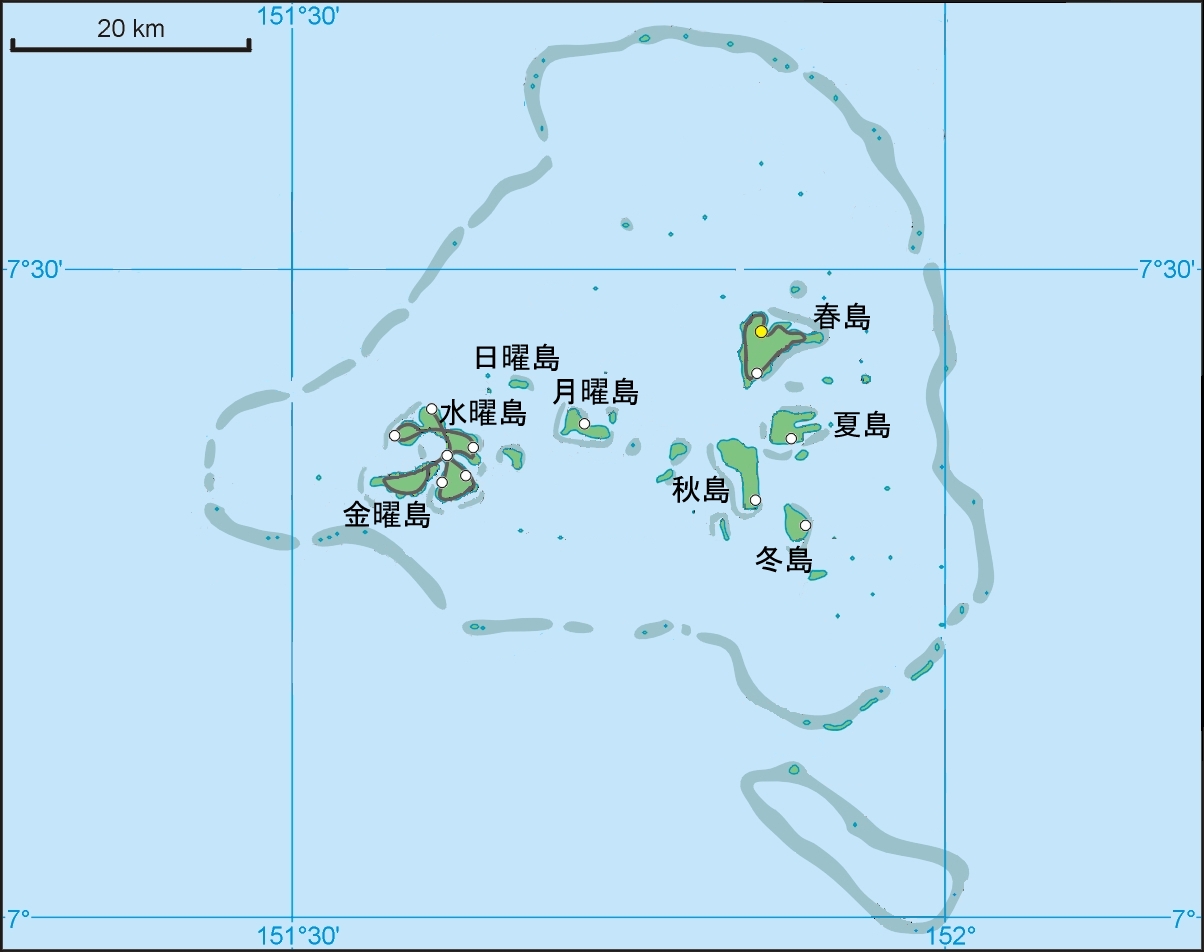
チューク諸島の地図（日本統治下の地名）

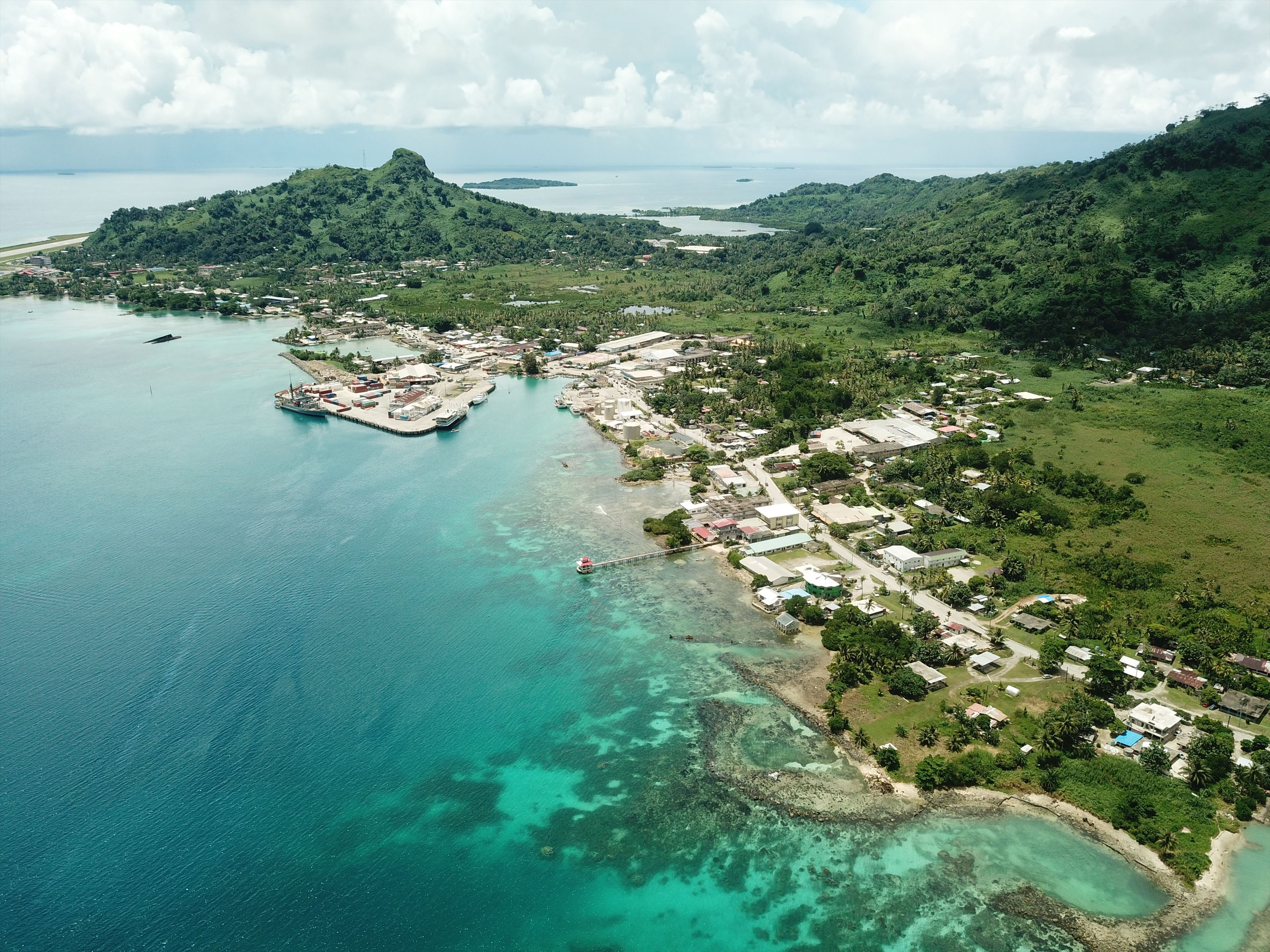
春島の中心街

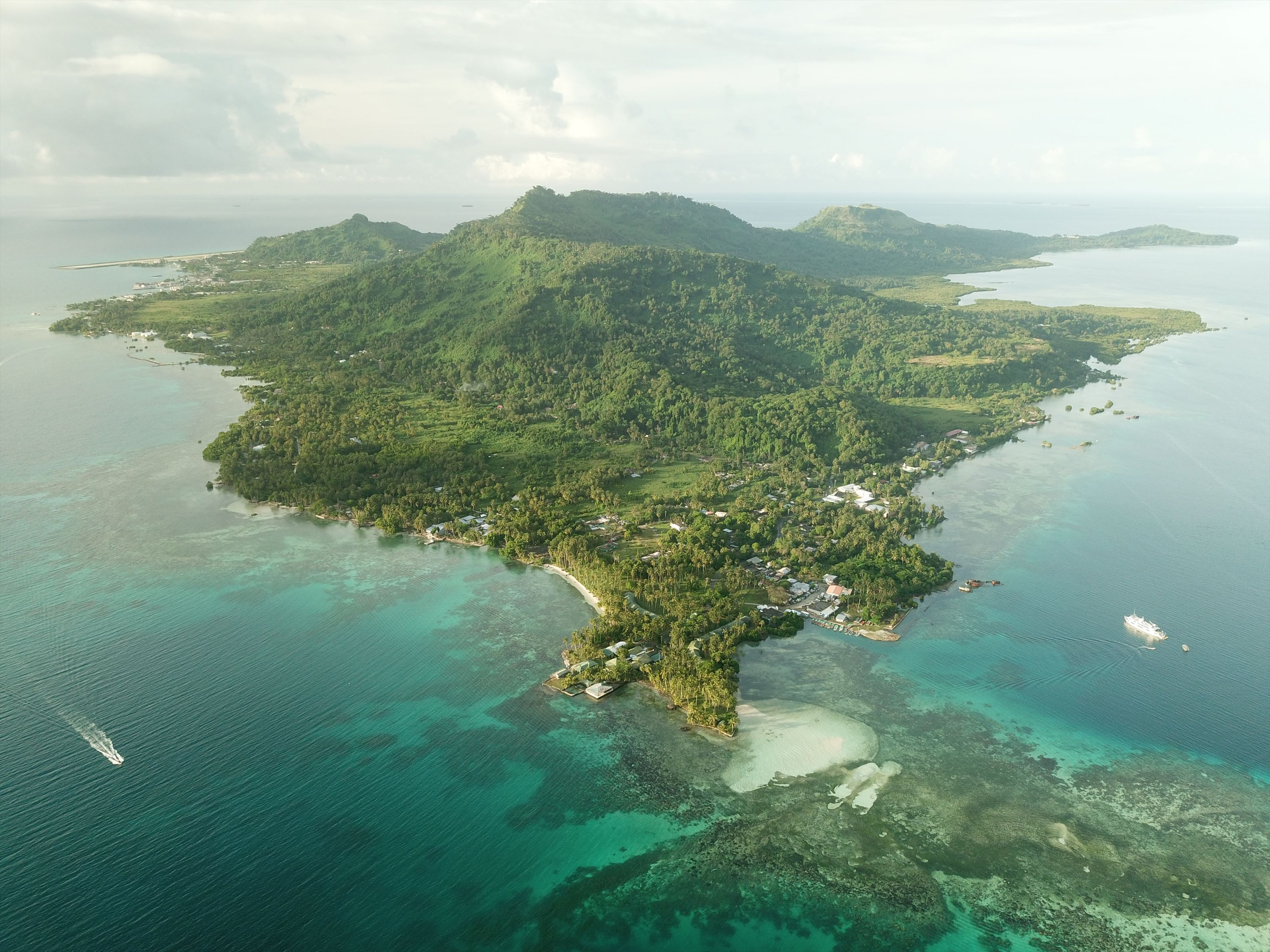
春島の全景

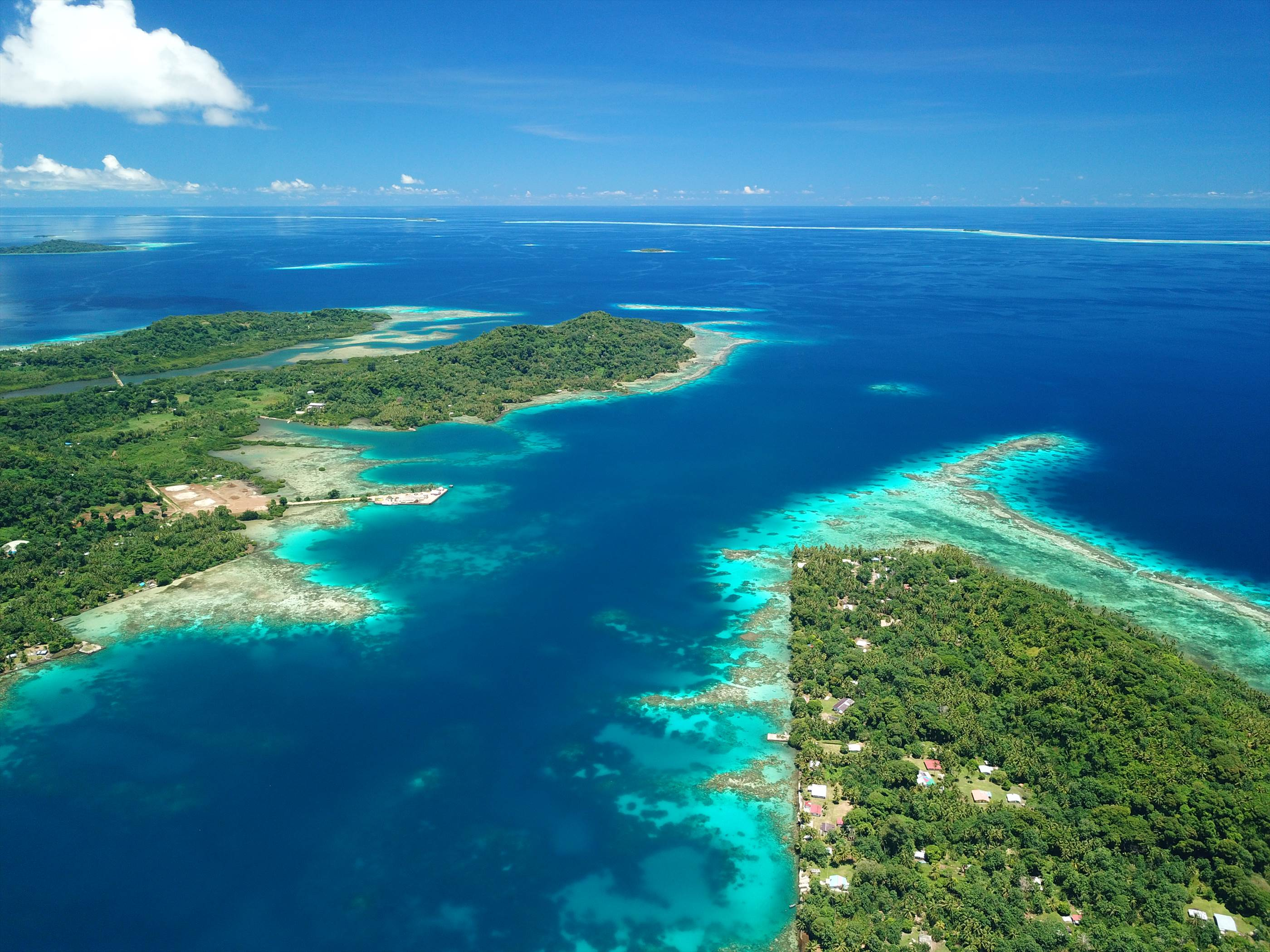
左が夏島、右が飛行場だった竹島

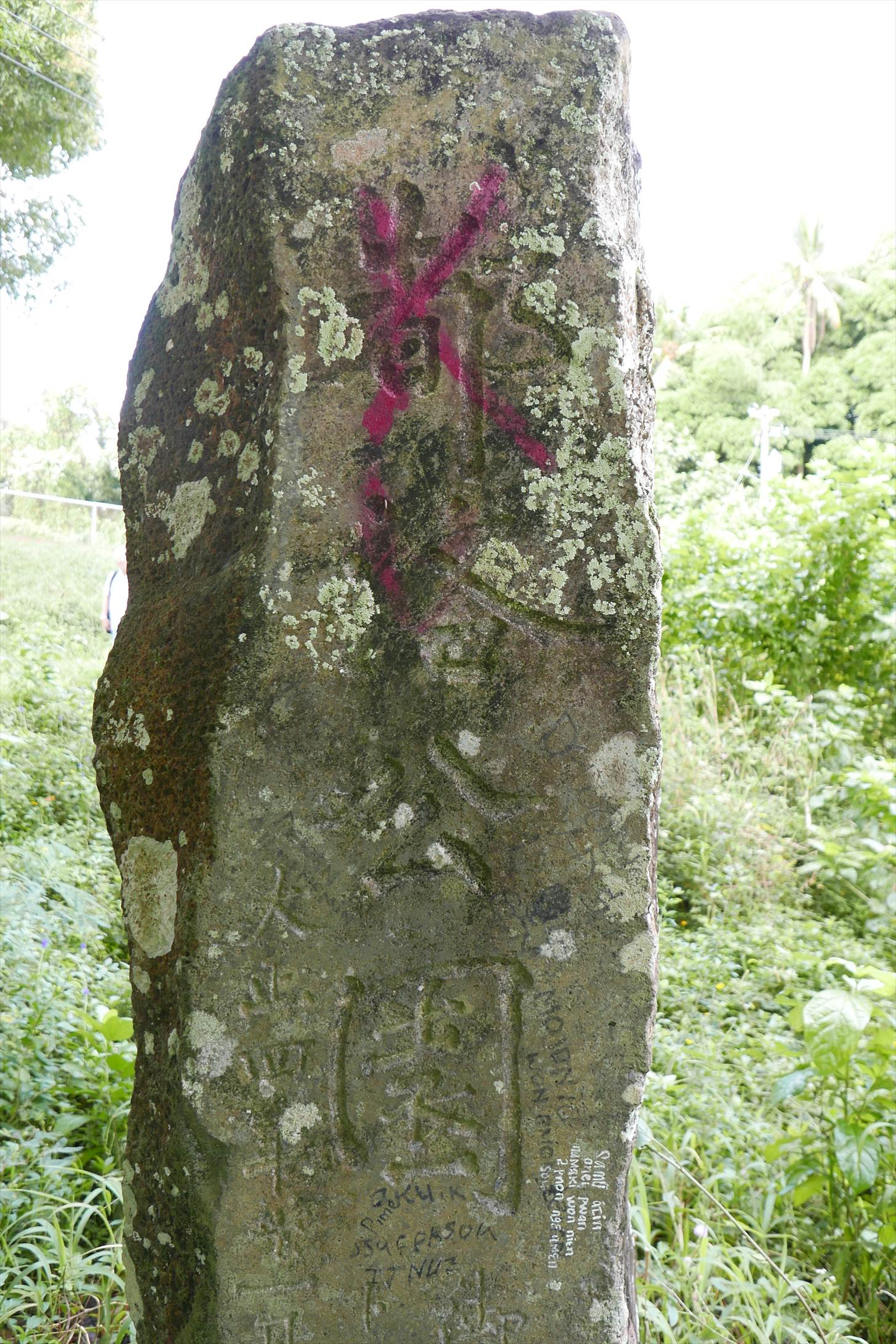
夏島にあるトラック公園（都洛公園）の石柱

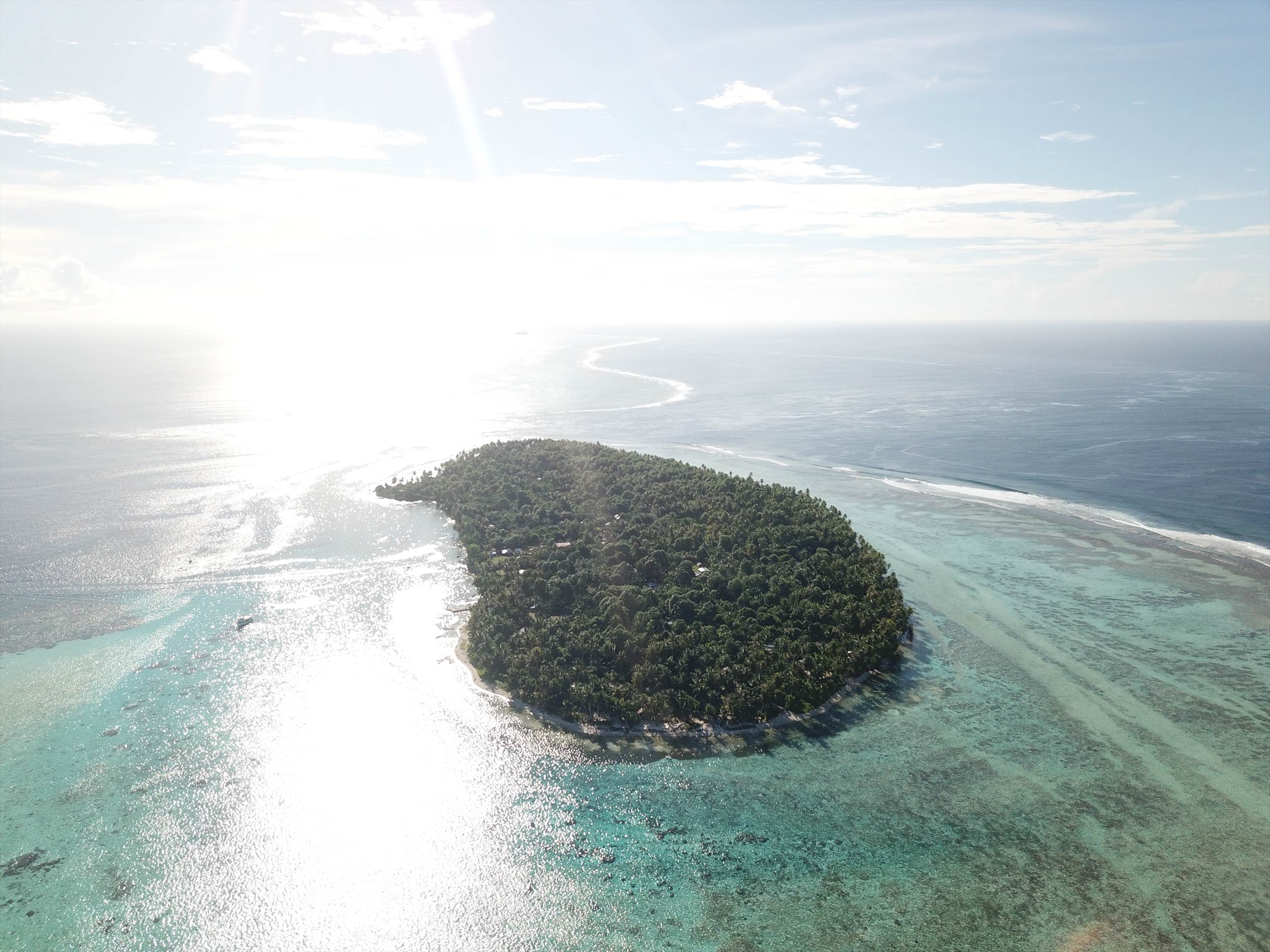
北島（ピース島）

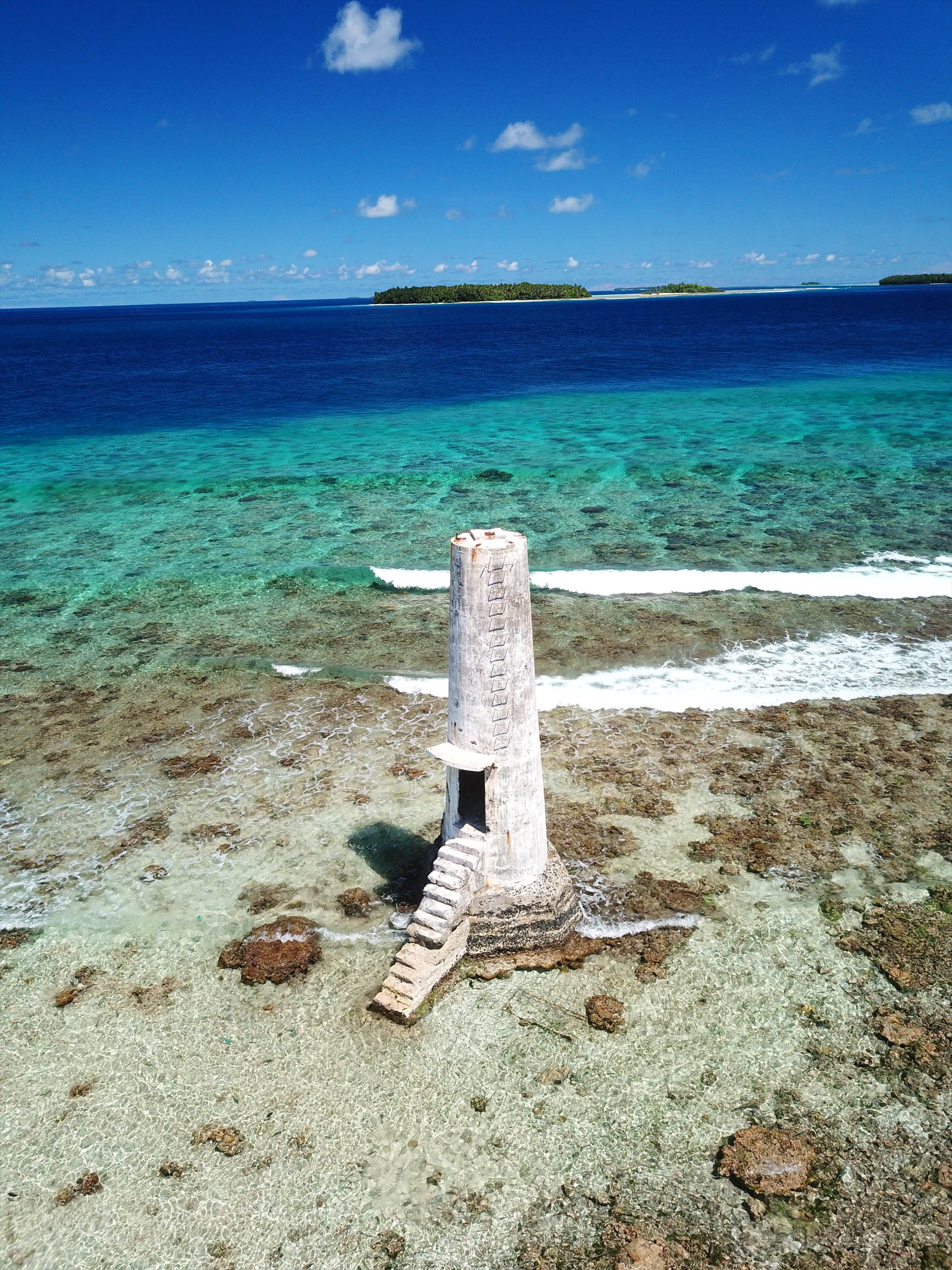
日本統治時代からある、と言われている北東水道に残る灯台

日本による委任統治が行われていた時代は、日本語の地名が付けられていた。なお、旧字体は新字体に改めた。（カッコ内は現在の島名）。
- 四季諸島（ナモネアス諸島）
  - 春島（ウェノ島またはモエン島）
チューク州の中心地。日本統治時代に作られた飛行場が今も使われている。
  - 夏島（トノアス島またはデュブロン島）
日本統治時代の中心地。飛行場もあった。
  - 秋島（フェファン島）
  - 冬島（ウマン島）
- 七曜諸島（ファイチュック諸島）
  - 日曜島（ロマナム島）
  - 月曜島（ウドット島）
  - 火曜島（ファラベケット島）
  - 水曜島（トル島）
環礁内で最大の島。
  - 木曜島（パタ島）
  - 金曜島（ポレ島）
  - 土曜島（オノムエ島）
- 外縁部の堡礁群
  - 子島
  - 丑島
  - 寅島
  - 卯島
  - 辰島
  - 巳島
  - 午島
  - 未島（アナンゲニモン島、日本語名は羊島とも）
日本軍の対空砲台があった。
  - 申島
  - 酉島
  - 戌島
  - 亥島
  - 瀬戸島
  - 皿島
  - 花島
  - 内田島
  - 宇治島
  - 増島
  - 小田島
  - 南島
  - 相生島
  - 二子島
  - 雀島
  - 西島
  - 八幡島
  - 菊島
  - 蘭島
  - 北島（ピース島）
- その他
  - 白妙島
  - 住吉島
  - 春日島
  - 水仙島
  - 海棠島
  - 薔薇島
  - 椿島
  - 桜島
  - 小桜島
  - 榊島
  - 柳島
  - 桃島
  - 竹島（エテン島）
日本軍の飛行場があった。
  - 蛍島
  - 男島
  - 婚島（ジープ島…『世界の絶景100選』（2009年2月20日放送）で第1位に選ばれた）
無人島だったが20世紀末以降日本人により開発され、日本人のみ宿泊できるリゾートとなっている[6][7]。
  - 姉島
  - 婿島
  - 女島
  - 妹島
  - 弟島
  - 椰子島
  - タコ島
  - 楓島
日本軍の飛行場があった。
  - 薄島
  - 芙蓉島
  - 星島
  - 前島（エオット島、日本語名は江ノ島とも）
  - 高砂島
  - 雪島
  - 霰島

礁湖と外海を結ぶ水道（水路）はそれぞれ次のように呼ばれていた。
- 北水道
- 丑島水道（幅約100mと狭いが、障害は何もない）
- エバリッテ水道
- 寅島水道
- 北東水道
- 皿島水道
- 花島水道
- 小田島水道
- 南水道
- 西水道

このうち、大型艦船の航行に適していたのはエバリッテ水道、北東水道、南水道である。